# قصر کیکین

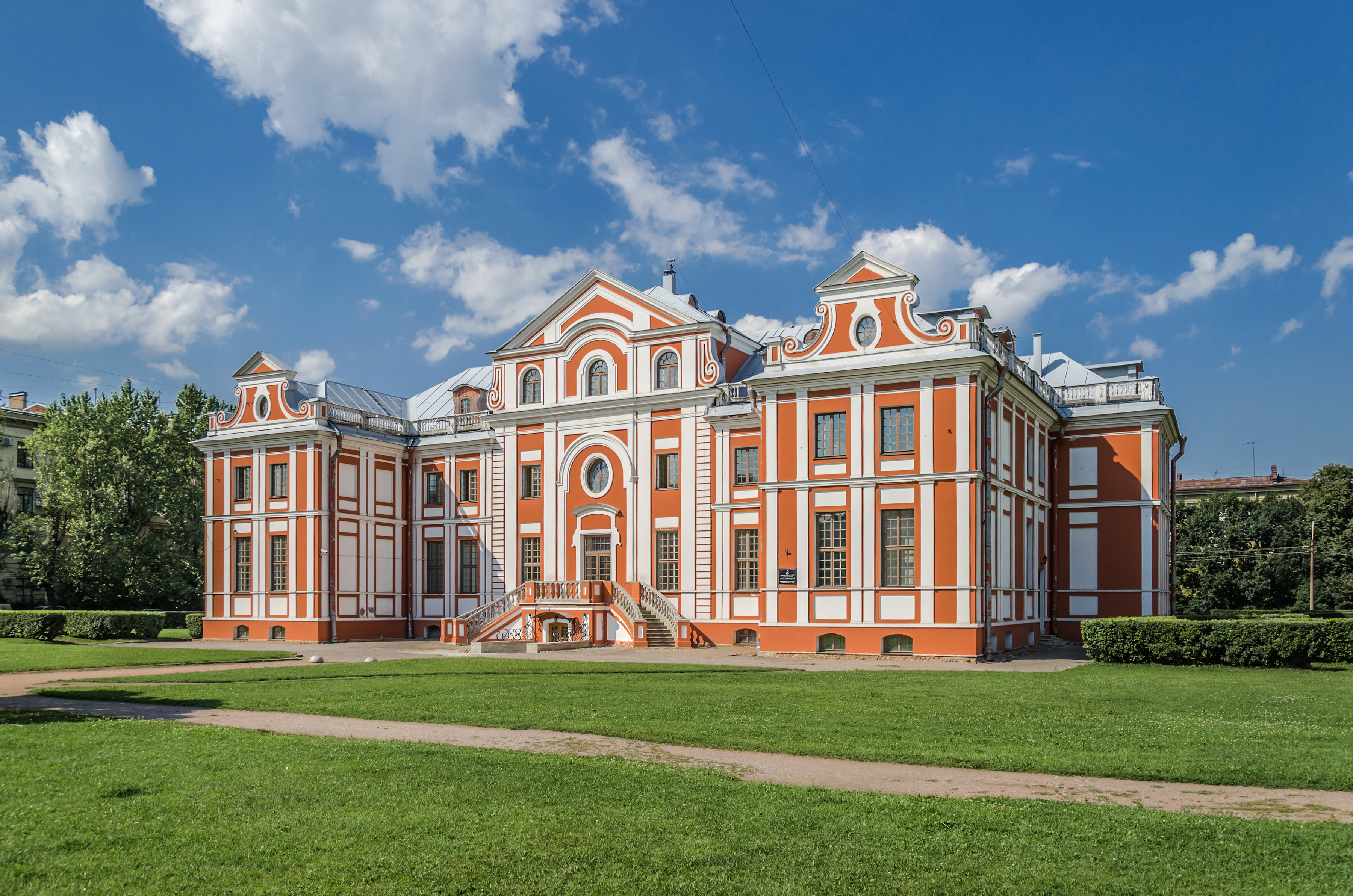
قصر کیکن

قصر کیکن (به انگلیسی: Kikin Hall) یکی از قدیمی‌ترین ساختمان‌های سنت پترزبورگ روسیه است. این اقامتگاه کوچک توسط الکساندر کیکین در سال ۱۷۱۴ سفارش داده شد. نام معمار ناشناخته است، اما شباهت‌های زیادی به کاخ قدیمی پترهوف وجود دارد که نشان از انتساب آن به آندرئاس شلاوتر دارد.
این کاخ در زمان رسوایی و اعدام الکساندر کیکین در سال ۱۷۱۸ ناقص بود. ساختمان توسط پادشاهی روسیه مصادره شد و برای نگهداری کتابخانه سلطنتی و آکادمی علوم (بعدها به ساختمان کونستکامرا منتقل شد) استفاده می‌شد. اقامتگاه دو طبقه اولیه گسترش یافت و طبقه سوم در مقطعی در دهه ۱۷۲۰ به آن اضافه شد.
پس از سال ۱۷۳۳ ساختمان توسط دفتر نگهبانان اسب و محل نگهداری آنها اشغال شد. در سال ۱۸۲۹ به‌طور کامل بازسازی شد و تزئینات باروک آن حذف شد. این ساختمان فرسوده در دهه ۱۹۴۰ توسط بمب‌های هوایی آسیب بیشتری دید.